# Masi-Manimba
Masi-Manimba este un oraș în  provincia Bandundu, Republica Democrată Congo. În 2012 avea o populație de 31 802 de locuitori, iar în 2004 avea 26 440.